# Лига наций УЕФА 2022/2023. Лига C
Лига наций УЕФА 2022/2023. Лига C (англ. 2022/2023 UEFA Nations League C) — третий розыгрыш третьей по силе лиги одноимённого турнира под эгидой УЕФА. Жеребьёвка лиги C Лиги наций УЕФА 2022/2023 прошла в Ньоне 16 декабря 2021 года. В лиге C участвуют 16 команд с 33 по 48 места по итогам прошлого сезона Лиги наций.
Матчи в группового этапа прошли со 2 июня 2022 года по 27 сентября 2022 года.
4 сборные, занявшие первые места в своих группах, выходят в лигу B следующего розыгрыша, и получат дополнительный шанс в отборочном турнире на чемпионат Европы 2024 через стыковые матчи, если не квалифицируются на чемпионат напрямую. 4 сборные, занявшие последние места становились кандидатами на участие в стыковых матчах (изначально планировалось участие их всех) за сохранение места в лиге C.

## Команды

### Изменения
По итогам прошлого сезона Лиги наций произошли следующие изменения в составе лиги:
| Вышли в лигу B                              | Вылетели в лигу D   |
| ------------------------------------------- | ------------------- |
| - Албания - Армения - Словения - Черногория | - Молдова - Эстония |

| Вылетели из лиги B                                 | Вышли из лиги D                 |
| -------------------------------------------------- | ------------------------------- |
| - Болгария - Северная Ирландия - Словакия - Турция | - Гибралтар - Фарерские острова |

## Жеребьёвка
Команды в корзинах расположены в соответствии с общим рейтингом Лиги наций 2020/2022. Корзины были утверждены 22 сентября 2021.
| Команда           | Поз. |
| ----------------- | ---- |
| Турция            | 33   |
| Словакия          | 34   |
| Болгария          | 35   |
| Северная Ирландия | 36   |

| Команда            | Поз. |
| ------------------ | ---- |
| Греция             | 37   |
| Беларусь           | 38   |
| Люксембург         | 39   |
| Северная Македония | 40   |

| Команда     | Поз. |
| ----------- | ---- |
| Литва       | 41   |
| Грузия      | 42   |
| Азербайджан | 43   |
| Косово      | 44   |

| Команда               | Поз. |
| --------------------- | ---- |
| Казахстан или Молдова | 45   |
| Кипр или Эстония      | 46   |
| Гибралтар             | 47   |
| Фарерские острова     | 48   |

Жеребьёвка прошла в штаб-квартире УЕФА в швейцарском Ньоне 16 декабря 2021 в 18:00 CET. В каждой группе может находиться только одна команда из каждой корзины.
Две возможные пары этого дивизиона были отнесены к парам с чрезвычайно длинными поездками. В одной группе могло быть не более одной такой пары:
| Команда 1   | Команда 2         |
| ----------- | ----------------- |
| Казахстан   | Северная Ирландия |
| Азербайджан | Гибралтар         |

1. 1 2 3  На момент жеребьёвки победители стыковых матчей были неизвестны.

## Группы
Расписание матчей было утверждено УЕФА 17 декабря 2021, на следующий день после жеребьёвки.
Начало матчей указано по центральноевропейскому летнему времени (UTC+2), как указано УЕФА. Если местное время отличается, будет указано в скобках.

### Группа C1
| Поз | Команда           | И | В | Н | П | МЗ | МП | РМ  | О  | Повышение или квалификация |     | Турция | Люксембург | Фарерские острова | Литва |
| --- | ----------------- | - | - | - | - | -- | -- | --- | -- | -------------------------- | --- | ------ | ---------- | ----------------- | ----- |
| 1   | Турция            | 6 | 4 | 1 | 1 | 18 | 5  | +13 | 13 | Выход в Лигу B             |     | —      | 3:3        | 4:0               | 2:0   |
| 2   | Люксембург        | 6 | 3 | 2 | 1 | 9  | 7  | +2  | 11 |                            |     | 0:2    | —          | 2:2               | 1:0   |
| 3   | Фарерские острова | 6 | 2 | 2 | 2 | 7  | 10 | −3  | 8  |                            | 2:1 | 0:1    | —          | 2:1               |       |
| 4   | Литва             | 6 | 0 | 1 | 5 | 2  | 14 | −12 | 1  | Стыковые матчи             |     | 0:6    | 0:2        | 1:1               | —     |

| Литва | 0:2     | Люксембург        |
| ----- | ------- | ----------------- |
|       | (отчёт) | - Синани 44′, 78′ |

| Турция                                                  | 4:0     | Фарерские острова |
| ------------------------------------------------------- | ------- | ----------------- |
| - Ундер 37′ - Дервишоглу 47′ - Дурсун 82′ - Демирал 85′ | (отчёт) |                   |

| Фарерские острова | 0:1     | Люксембург            |
| ----------------- | ------- | --------------------- |
|                   | (отчёт) | - Родригеш 74′ (пен.) |

| Литва | 0:6     | Турция                                                                  |
| ----- | ------- | ----------------------------------------------------------------------- |
|       | (отчёт) | - Синик 2′, 14′ - Дурсун 56′ (пен.), 81′ - Акгюн 89′ - Дервишоглу 90+1′ |

| Фарерские острова                     | 2:1     | Литва       |
| ------------------------------------- | ------- | ----------- |
| - Давидсен 20′ (пен.) - Андреасен 45′ | (отчёт) | - Черных 6′ |

| Люксембург | 0:2     | Турция                               |
| ---------- | ------- | ------------------------------------ |
|            | (отчёт) | - Чалханоглу 37′ (пен.) - Дурсун 76′ |

| Люксембург                           | 2:2     | Фарерские острова     |
| ------------------------------------ | ------- | --------------------- |
| - Родригеш 12′ (пен.) - Баррейру 49′ | (отчёт) | - Бьярталуйд 57′, 59′ |

| Турция                              | 2:0     | Литва |
| ----------------------------------- | ------- | ----- |
| - Айхан 37′ - Чалханоглу 54′ (пен.) | (отчёт) |       |

| Литва      | 1:1     | Фарерские острова |
| ---------- | ------- | ----------------- |
| Сливка 41′ | (отчёт) | Андреасен 22′     |

| Турция                                           | 3:3     | Люксембург                               |
| ------------------------------------------------ | ------- | ---------------------------------------- |
| - Ундер 16′ (пен.) - Шано 39′ (авт.) - Юксек 87′ | (отчёт) | - Мартинс 8′ - Синани 37′ - Родригеш 69′ |

| Фарерские острова              | 2:1     | Турция     |
| ------------------------------ | ------- | ---------- |
| - Давидсен 51′ - Эдмундсон 59′ | (отчёт) | Гюрлер 89′ |

| Люксембург   | 1:0     | Литва |
| ------------ | ------- | ----- |
| Родригес 88′ | (отчёт) |       |

### Группа C2
| Поз | Команда           | И | В | Н | П | МЗ | МП | РМ | О  | Повышение или квалификация |     | Греция | Республика Косово | Северная Ирландия | Республика Кипр |
| --- | ----------------- | - | - | - | - | -- | -- | -- | -- | -------------------------- | --- | ------ | ----------------- | ----------------- | --------------- |
| 1   | Греция            | 6 | 5 | 0 | 1 | 10 | 2  | +8 | 15 | Выход в Лигу B             |     | —      | 2:0               | 3:1               | 3:0             |
| 2   | Косово            | 6 | 3 | 0 | 3 | 11 | 8  | +3 | 9  |                            |     | 0:1    | —                 | 3:2               | 5:1             |
| 3   | Северная Ирландия | 6 | 1 | 2 | 3 | 7  | 10 | −3 | 5  |                            | 0:1 | 2:1    | —                 | 2:2               |                 |
| 4   | Кипр              | 6 | 1 | 2 | 3 | 4  | 12 | −8 | 5  |                            | 1:0 | 0:2    | 0:0               | —                 |                 |

| Кипр | 0:2     | Косово                     |
| ---- | ------- | -------------------------- |
|      | (отчёт) | - Бериша 65′ - Жегрова 78′ |

| Северная Ирландия | 0:1     | Греция          |
| ----------------- | ------- | --------------- |
|                   | (отчёт) | - Бакасетас 39′ |

| Кипр | 0:0     | Северная Ирландия |
| ---- | ------- | ----------------- |
|      | (отчёт) |                   |

| Косово | 0:1     | Греция          |
| ------ | ------- | --------------- |
|        | (отчёт) | - Бакасетас 36′ |

| Греция                                      | 3:0     | Кипр |
| ------------------------------------------- | ------- | ---- |
| - Бакасетас 8′ - Павлидис 20′ - Лимниос 48′ | (отчёт) |      |

| Косово                               | 3:2     | Северная Ирландия          |
| ------------------------------------ | ------- | -------------------------- |
| - Мурики 9′ (пен.), 52′ - Бютюки 19′ | (отчёт) | - Лавери 44′ - Баллард 83′ |

| Северная Ирландия           | 2:2     | Кипр                |
| --------------------------- | ------- | ------------------- |
| - Макнейр 71′ - Эванс 90+4′ | (отчёт) | - Какуллис 32′, 51′ |

| Греция                          | 2:0     | Косово |
| ------------------------------- | ------- | ------ |
| - Якумакис 71′ - Манталос 90+9′ | (отчёт) |        |

| Северная Ирландия            | 2:1     | Косово     |
| ---------------------------- | ------- | ---------- |
| - Уайт 82′ - Мадженнис 90+3′ | (отчёт) | Мурики 58′ |

| Кипр       | 1:0     | Греция |
| ---------- | ------- | ------ |
| Ционис 18′ | (отчёт) |        |

| Греция                                   | 3:1     | Северная Ирландия |
| ---------------------------------------- | ------- | ----------------- |
| - Пелкас 14′ - Масурас 55′ - Мадалос 81′ | (отчёт) | Лэйвери 18′       |

| Косово                                                       | 5:1     | Кипр       |
| ------------------------------------------------------------ | ------- | ---------- |
| - Муслия 22′ - Ррудхани 45+1′ - Рашани 47′ - Муричи 52′, 84′ | (отчёт) | Роберж 81′ |

### Группа C3
| Поз | Команда     | И | В | Н | П | МЗ | МП | РМ | О  | Повышение или квалификация |     | Казахстан | Азербайджан | Словакия | Беларусь |
| --- | ----------- | - | - | - | - | -- | -- | -- | -- | -------------------------- | --- | --------- | ----------- | -------- | -------- |
| 1   | Казахстан   | 6 | 4 | 1 | 1 | 8  | 6  | +2 | 13 | Выход в Лигу B             |     | —         | 2:0         | 2:1      | 2:1      |
| 2   | Азербайджан | 6 | 3 | 1 | 2 | 7  | 4  | +3 | 10 |                            |     | 3:0       | —           | 0:1      | 2:0      |
| 3   | Словакия    | 6 | 2 | 1 | 3 | 5  | 6  | −1 | 7  |                            | 0:1 | 1:2       | —           | 1:1      |          |
| 4   | Беларусь    | 6 | 0 | 3 | 3 | 3  | 7  | −4 | 3  |                            | 1:1 | 0:0       | 0:1         | —        |          |

| Казахстан           | 2:0     | Азербайджан |
| ------------------- | ------- | ----------- |
| - Аймбетов 50′, 60′ | (отчёт) |             |

| Беларусь | 0:1     | Словакия     |
| -------- | ------- | ------------ |
|          | (отчёт) | - Суслов 50′ |

| Беларусь | 0:0     | Азербайджан |
| -------- | ------- | ----------- |
|          | (отчёт) |             |

| Словакия | 0:1     | Казахстан      |
| -------- | ------- | -------------- |
|          | (отчёт) | - Дарабаев 26′ |

| Азербайджан | 0:1     | Словакия    |
| ----------- | ------- | ----------- |
|             | (отчёт) | - Вайсс 81′ |

| Беларусь        | 1:1     | Казахстан      |
| --------------- | ------- | -------------- |
| - Малькевич 84′ | (отчёт) | - Аймбетов 13′ |

| Казахстан                       | 2:1     | Словакия   |
| ------------------------------- | ------- | ---------- |
| - Вороговский 18′ - Астанов 39′ | (отчёт) | - Беро 51′ |

| Азербайджан                  | 2:0     | Беларусь |
| ---------------------------- | ------- | -------- |
| - Эмрели 76′ - Шейдаев 90+3′ | (отчёт) |          |

| Казахстан                       | 2:1     | Беларусь       |
| ------------------------------- | ------- | -------------- |
| - Габышев 29′ - Зайнутдинов 79′ | (отчёт) | Савицкий 45+3′ |

| Словакия           | 1:2     | Азербайджан                    |
| ------------------ | ------- | ------------------------------ |
| Йирка 90+3′ (пен.) | (отчёт) | - Дадашов 44′ - Хагверди 90+5′ |

| Азербайджан                                       | 3:0     | Казахстан |
| ------------------------------------------------- | ------- | --------- |
| - Марочкин 66′ (авт.) - Озобич 74′ - Нуриев 90+1′ | (отчёт) |           |

| Словакия   | 1:1     | Беларусь  |
| ---------- | ------- | --------- |
| Зреляк 65′ | (отчёт) | Бахар 45′ |

### Группа C4
| Поз | Команда            | И | В | Н | П | МЗ | МП | РМ  | О  | Повышение или квалификация |     | Грузия | Болгария | Флаг Северной Македонии | Гибралтар |
| --- | ------------------ | - | - | - | - | -- | -- | --- | -- | -------------------------- | --- | ------ | -------- | ----------------------- | --------- |
| 1   | Грузия             | 6 | 5 | 1 | 0 | 16 | 3  | +13 | 16 | Выход в Лигу B             |     | —      | 0:0      | 2:0                     | 4:0       |
| 2   | Болгария           | 6 | 2 | 3 | 1 | 10 | 8  | +2  | 9  |                            |     | 2:5    | —        | 1:1                     | 5:1       |
| 3   | Северная Македония | 6 | 2 | 1 | 3 | 7  | 7  | 0   | 7  |                            | 0:3 | 0:1    | —        | 4:0                     |           |
| 4   | Гибралтар          | 6 | 0 | 1 | 5 | 3  | 18 | −15 | 1  | Стыковые матчи             |     | 1:2    | 1:1      | 0:2                     | —         |

| Грузия                                                          | 4:0     | Гибралтар |
| --------------------------------------------------------------- | ------- | --------- |
| - Кварацхелия 12′ - Кашия 33′ - Микаутадзе 87′ - Казаишвили 88′ | (отчёт) |           |

| Болгария       | 1:1     | Северная Македония |
| -------------- | ------- | ------------------ |
| - Десподов 13′ | (отчёт) | - Ристовский 50′   |

| Гибралтар | 0:2     | Северная Македония        |
| --------- | ------- | ------------------------- |
|           | (отчёт) | - Барди 21′ - Николов 84′ |

| Болгария                   | 2:5     | Грузия                                                                                           |
| -------------------------- | ------- | ------------------------------------------------------------------------------------------------ |
| - Илиев 50′ - Стефанов 83′ | (отчёт) | - Давиташвили 4′ - Христов 31′ (авт.) - Зивзивадзе 52′ - Кварацхелия 58′ (пен.) - Казаишвили 69′ |

| Гибралтар          | 1:1     | Болгария |
| ------------------ | ------- | -------- |
| - Уокер 61′ (пен.) | (отчёт) | - Минчев |

| Северная Македония | 0:3     | Грузия                                              |
| ------------------ | ------- | --------------------------------------------------- |
|                    | (отчёт) | - Зивзивадзе 52′ - Кварацхелия 62′ - Китеишвили 84′ |

| Грузия | 0:0     | Болгария |
| ------ | ------- | -------- |
|        | (отчёт) |          |

| Северная Македония                                            | 4:0     | Гибралтар |
| ------------------------------------------------------------- | ------- | --------- |
| - Барди 4′ - Торрилья 14′ (авт.) - Миовски 16′ - Чурлинов 31′ | (отчёт) |           |

| Грузия                                 | 2:0     | Северная Македония |
| -------------------------------------- | ------- | ------------------ |
| - Миовски 35′ (авт.) - Кварацхелия 64′ | (отчёт) |                    |

| Болгария                                                             | 5:1     | Гибралтар    |
| -------------------------------------------------------------------- | ------- | ------------ |
| - Антов 23′ - Десподов 36′ - Кирилов 52′ - Стефанов 55′ - Петков 81′ | (отчёт) | Чиполина 26′ |

| Гибралтар   | 1:2     | Грузия                                    |
| ----------- | ------- | ----------------------------------------- |
| Эннесли 75′ | (отчёт) | - Кварацхелия 19′ (пен.) - Цитаишвили 48′ |

| Северная Македония | 0:1     | Болгария     |
| ------------------ | ------- | ------------ |
|                    | (отчёт) | Десподов 50′ |

## Стыковые матчи
Изначально было запланировано, что команды, занявшие 4-е места в лиге C примут участие в стыковых матчах, чтобы определить 2 команды, которые вылетят в лигу D. Стыковые матчи были назначены на те же даты, что и стыковые матчи отбора на чемпионат Европы 2024. Предполагалось, что если как минимум 1 команда будет участвовать в стыковых матчах в отборе на Евро 2024, стыковые матчи Лиги наций автоматически будут отменены, и 47-я и 48-я команды общего рейтинга Лиги наций автоматически вылетят в лигу D.
В стыковых матчах команда с высшим рейтингом играет второй матч дома: предполагалось, что в ответных стыковых матчах 1-я команда на своём поле примет 4-ю, на 2-я — 3-ю (Кипр — Гибралтар, Беларусь — Литву; при этом 27 ноября глава Литовской футбольной федерации Эдгарас Станкявичюс заявил, что не хочет, чтобы команда его страны играла со сборной Беларуси).
Однако после исключения сборной России из жеребьёвки Лиги наций 2024/25 (в текущем розыгрыше Лиги наций Россия по результатам проходившей в конце 2021 года жеребьёвки осталась в Лиге B с последующим записыванием ей последнего места в свой группе; в случае решения о прекращении отстранения от официальных соревнований попадала на следующий сезон Лиги наций в Лигу C) в лиге C появилось вакантное место, и 3 декабря, после публикации УЕФА процедуры жеребьёвки турнира следующего сезона, стало известно, что в Лигу D вылетят не две команды, а одна. В связи с этим, участниками стыковых матчей стали только команды Литвы и Гибралтара.
| Команда 1 | Итог | Команда 2 | 1-й матч | 2-й матч |
| --------- | ---- | --------- | -------- | -------- |
| Гибралтар | 0:2  | Литва     | 0:1      | 0:1      |

### Матчи
| Гибралтар | 0:1 | Литва       |
| --------- | --- | ----------- |
|           |     | - Кучис 60′ |

| Литва        | 1:0 | Гибралтар |
| ------------ | --- | --------- |
| - Черных 51′ |     |           |

## Общий рейтинг лиги
16 команд лиги C будут расположены в общем рейтинге Лиги наций 2022-23 в соответствии со следующими правилами:
- Команды, занявшие 1-е место в группах будут расположены с 33-го по 36-е место в соответствии с результатами в групповом этапе.
- Команды, занявшие 2-е место в группах будут расположены с 37-го по 40-е место в соответствии с результатами в групповом этапе.
- Команды, занявшие 3-е место в группах будут расположены с 41-го по 44-е место в соответствии с результатами в групповом этапе.
- Команды, занявшие 4-е место в группах будут расположены с 45-го по 48-е место в соответствии с результатами в групповом этапе.

| Поз | Гр. | Команда            | И | В | Н | П | МЗ | МП | РМ  | О  |
| --- | --- | ------------------ | - | - | - | - | -- | -- | --- | -- |
| 33  | C4  | Грузия             | 6 | 5 | 1 | 0 | 16 | 3  | +13 | 16 |
| 34  | C2  | Греция             | 6 | 5 | 0 | 1 | 10 | 2  | +8  | 15 |
| 35  | C1  | Турция             | 6 | 4 | 1 | 1 | 18 | 5  | +13 | 13 |
| 36  | C3  | Казахстан          | 6 | 4 | 1 | 1 | 8  | 6  | +2  | 13 |
|     |     |                    |   |   |   |   |    |    |     |    |
| 37  | C1  | Люксембург         | 6 | 3 | 2 | 1 | 9  | 7  | +2  | 11 |
| 38  | C3  | Азербайджан        | 6 | 3 | 1 | 2 | 7  | 4  | +3  | 10 |
| 39  | C2  | Косово             | 6 | 3 | 0 | 3 | 11 | 8  | +3  | 9  |
| 40  | C4  | Болгария           | 6 | 2 | 3 | 1 | 10 | 8  | +2  | 9  |
|     |     |                    |   |   |   |   |    |    |     |    |
| 41  | C1  | Фарерские острова  | 6 | 2 | 2 | 2 | 7  | 10 | −3  | 8  |
| 42  | C4  | Северная Македония | 6 | 2 | 1 | 3 | 7  | 7  | 0   | 7  |
| 43  | C3  | Словакия           | 6 | 2 | 1 | 3 | 5  | 6  | −1  | 7  |
| 44  | C2  | Северная Ирландия  | 6 | 1 | 2 | 3 | 7  | 10 | −3  | 5  |
|     |     |                    |   |   |   |   |    |    |     |    |
| 45  | C2  | Кипр               | 6 | 1 | 2 | 3 | 4  | 12 | −8  | 5  |
| 46  | C3  | Беларусь           | 6 | 0 | 3 | 3 | 2  | 6  | −4  | 3  |
| 47  | C1  | Литва              | 6 | 0 | 1 | 5 | 2  | 12 | −10 | 1  |
| 48  | C4  | Гибралтар          | 6 | 0 | 1 | 5 | 3  | 18 | −15 | 1  |